# Kaspar i Nudådalen
Kaspar i Nudådalen ("Kaspar i Nudå-dalen") er en tv-julekalender, som blev sendt i 2001 som årets julekalender af den svenske TV-kanal SVT.

## Handling
Det er vinter i den lille landsby Nudådalen, hvor otte-årige Kasper Lindgren (Axel Zuber) bor. Her bor han med sin morfar Albert Nilsson (Per Oscarsson). Kasper er en tænksom dreng, der filosoferer over stort og småt. Kaspers bedste ven er pigen Lisa (Liselotte Bramstång), og de to leger sammen i løbet af dagen, fordi en lavine har lagt sig over vejen til skolen, og derudover forårsager vandskade på skolebygningen, så Kasper og Lisa får tidelig juleferie. Atom-Ragnar (Johan Ulveson) er byens eneste købmand.
Landsbyens rigeste mand, Åhman (Leif Andrée) vil rive Kasper og morfarens hus ned, for at bygge et hotel, og morfaren har forlagt den kontrakt der beviser at Åhman ikke ejer huset. Kasper og morfaren skal derfor forsøge at finde kontrakten, så de ikke skal flytte efter jul. Derudover udspiller der sig mindre historier imellem beboerne i landsbyen, og morfarens søster Karin (Harriet Andersson), der kommer på besøg inden jul.

## Genudsendelser
Kalenderen blev genudsendt på SVT Barnkanalen mellem 23. december 2009 - 7. januar 2010. 

## Udgivelser
Serien blev udgivet på VHS og DVD den 24. oktober 2002. 